# دانيال أوبازو
دانيال أوبازو (بالإسبانية: Daniel Opazo)‏ (8 نوفمبر 1996 بنيوكوين في الأرجنتين - ) هو لاعب كرة قدم أرجنتيني في مركز الهجوم. لعب مع Club Cipolletti ‏.

## روابط خارجية
- دانيال أوبازو على موقع قاعدة بيانات كرة القدم.إي يو (الإنجليزية)
- دانيال أوبازو على موقع Soccerway.com (الإنجليزية)